# Lajos Ilosvay

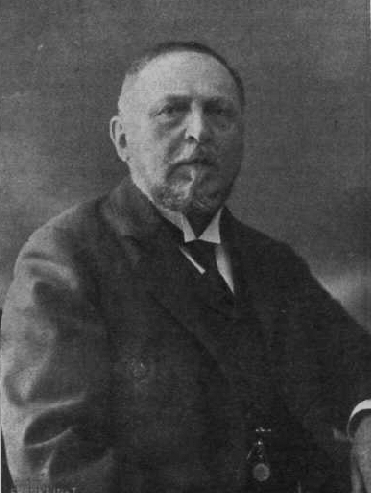
Lajos Ilosvay

Lajos Ilosvay von Nagyilosva (auch Ludwig, * 31. Oktober 1851 in Dés; † 30. September 1936 in Budapest) war ein ungarischer Chemiker.

## Leben
Ilosvay ging in Klausenburg zur Schule und studierte ab 1872 Chemie an der Universität Budapest und wurde dort 1875 promoviert und war danach Assistent an der Ungarischen Joseph-Universität für Technik und Wirtschaftswissenschaften. 1880 bis 1882 war er zu einem Studienaufenthalt in Heidelberg, München und Paris. Nach der Rückkehr wurde er 1882 Professor für Chemie an der TU Budapest, an der er 1886 bis 1892 Dekan der Chemiefakultät war und 1893 bis 1898 Dekan der Architektur- und Ingenieursfakultät. Von 1910 bis 1918 war Ilosvay Reichstagsabgeordneter für den Wahlkreis Magyarlápos im Komitat Szolnok-Doboka. 1914 wurde er Staatssekretär im Kultusministerium. 1917 bis 1934 war er Professor für anorganische und analytische Chemie an der Universität Budapest.
Er forschte vor allem in analytischer Chemie. Unter anderem benutzte er eine in der Farbstoffchemie von Johann Peter Grieß verwendete organische Synthesereaktion zur Herstellung von Diazoniumsalzen zum Nachweis von Nitriten (Griess‐Ilosvay‐Reaktion). Dabei findet in Gegenwart von Nitrit eine Diazotierung eines aromatischen Amins (Naphtylamin) mit Sulfanilsäure statt.
Er entwickelte Methoden der Bestimmung von Ethin und Sauerstoff in der Gasanalyse und von Stickoxiden in der Luft.
Ilosvay von Nagyilosva befasste sich auch mit der Frage, wie Geschmack von Stoffen und deren Konstitution zusammenhängen.

## Schriften
- Die Grundprinzipien der Chemie 1888